# Isóvol variedad3
Isòvol variedad3 es el nombre de una variedad cultivar de manzano (Malus domestica) Esta manzana está cultivada en la colección de germoplasma de manzanas del CSIC, también está cultivada en la colección de germoplasma de peral y manzano en la "Finca de Gimenells de la Estación Experimental de Lérida - IRTA". Esta manzana es originaria de la Comunidad autónoma de Cataluña, procedente de un ejemplar localizado el año 2002 en Isóbol-Isòvol, comarca de la Baja Cerdaña-Baixa Cerdanya, en Gerona.

## Sinónimos
- "Poma Isòvol variedad3",[3]
- "Isòvol-3 M090",
- "Manzana Isòvol variedad3".[7]

## Historia
'Isòvol variedad3' es una variedad de manzana de Cataluña, está catalogada con el número de accesión M090 en el Banco de germoplasma de peral y manzano de la Universidad de Lérida, que se encuentra integrado en la Red de Colecciones del Programa de Conservación y Utilización de los Recursos Fitogenéticos para la Alimentación y la Agricultura, del Plan Nacional de I+D+I.
'Isòvol variedad3' está considerada con otras muchas de las entradas que se han incorporado al Banco de germoplasma en la "Finca de Gimenells de la Estación Experimental de Lérida - IRTA", provienen de ejemplares únicos, en algunos casos, actualmente desaparecidos, lo que ha permitido paliar la erosión genética que se está dando en estas especies frutales.
'Isòvol variedad3' es una variedad que se cultiva para su conservación genética, para posibles usos y mejoras en cruces con otras variedades, para incrementar cualidades o intercambiarlas.

## Características
El manzano de la variedad 'Isòvol variedad3' tiene un vigor medio de tipo ramificado, con porte caído; ramos con pubescencia muy fuerte, de un grosor delgado, con longitud de entrenudos largos, número de lenticelas grande, relación longitud/grosor de los entrenudos grande, tipo de ramos fructíferos predominantes "sin predominio"; época de inicio de floración muy temprana, yema fructífera de forma ovoide y longitud media, flor no abierta presenta color del botón floral rosa oscuro, flor de tamaño medio, pétalos con posición relativa de los bordes tangentes, inflorescencia con número medio de flores numerosas, de forma plana o ligeramente cupuliforme, sépalos de color predominante verde, sépalos de longitud media, pétalos de longitud media, y anchura corta, siendo la relación longitud/anchura de los pétalos más largos que anchos, estilos con longitud en relación con los estambres de la misma longitud, estilos con punto de soldadura lejos de la base.
Las hojas tienen un porte horizontal en relación con el ramo, limbo de longitud medio y de anchura medio, con una relación longitud/anchura pequeña, forma del borde ondulada, peciolo con longitud medio, forma del limbo elíptico-ensanchada, aspecto de la superficie del haz medianamente brillante, pubescencia del envés media, plegamiento de la superficie ondulada, tamaño de la punta media, forma de la base redondeada, estípulas con una forma muy foliáceas, y ángulo del peciolo respecto al ramo grande.
La variedad de manzana 'Isòvol variedad3' tiene un fruto de tamaño y peso grande; forma globosa, relación longitud/anchura media, posición de la anchura máxima en el medio, con un marcado en los lados medio; piel con estado ceroso ausente o muy débil, pruina de la epidermis ausente o muy débil; con color de fondo amarillo verdoso, importancia del sobre color medio siendo el color del sobre color naranja, siendo la intensidad del sobre color mediano, reparto del color en la superficie sólo en placas continuas, acusando unas lenticelas medianas, y una sensibilidad al "russeting" (pardeamiento áspero superficial que presentan algunas variedades) en las caras laterales ausente o muy débil; pedúnculo con una longitud medio, y un grosor medio, anchura de la cavidad peduncular grande, profundidad de la cavidad pedúncular media, y con importancia del "russeting" en cavidad peduncular medio; coronamiento por encima del cáliz es fuerte, importancia de los lados de la cavidad calicina es fuerte, anchura de la cav. calicina ancha, profundidad de la cav. calicina media, y con importancia del "russeting" en cavidad calicina ausente o muy débil; ojo de tamaño grande, con una apertura de abierto; sépalos de una longitud media, con un porte parcialmente extendidos.
Carne de color crema, con un oscurecimiento fuerte de la carne al corte; textura de la carne media , dureza de la carne muy blanda, jugosidad seco; sabor algo aromático, regular; corazón con distinción de la línea fuerte; eje abierto; porte del sépalo parcialmente extendido; importancia de los lados de la cavidad calicina fuerte; lóculos carpelares cerrados; semillas de longitud grande, muy ancha, de color marrón oscuro.
La manzana 'Isòvol variedad3' tiene una época de maduración y recolección de fruto temprana, finales de verano. Época de caída de las hojas muy temprana. Se usa como manzana de mesa fresca, y posible uso como manzana para la elaboración de sidra.

## Calidad de fruto y prueba de cata
- Peso del fruto: Grande
- Calibre del fruto: Medio
- Longitud del fruto: Media
- Índice de almidón: Medio
- Dureza medida de la carne: Baja
- Índice refractométrico (IR): Alto
- Acidez titulable: Alta
- Jugosidad de la carne: Seco
- Textura de la carne: Media
- Dureza sensorial de la carne: Media
- Dulzor: Débil
- Acidez: Media
- Intensidad del sabor de la carne: Media
- Sabor: Regular
- Valoración global del fruto: Regular.[3]

## Características Agronómicas
- Afinidad del injerto (compatibilidad): Media
- Facilidad de formación y poda: Media
- Tipo de fructificación: Tipo III
- Precocidad varietal: Bastante precoz
- Vecería: Baja
- Productividad: Alta
- Necesidad de aclareo: Baja
- Escalonamiento de la maduración del fruto: Largo
- Sensibilidad a la caída en maduración: sin datos
- Aptitud para la conservación del fruto en árbol: sin datos
- Aptitud para la conservación del fruto en almacén o cámara: sin datos
- Sensibilidad al moteado: sin datos
- Sensibilidad al oídio: Alta
- Sensibilidad a pulgón lanígero: sin datos.[3]